# Andrzej Seweryn
Andrzej Teodor Seweryn (25 de abril de 1946) es un actor y director polaco. Además de ser uno de los actores de teatro  más exitosos de su país, ha protagonizado más de 50 películas, principalmente en Polonia, Francia y Alemania. También es uno de los tres únicos actores no franceses contratados por la Comédie-Française, con sede en París.
Actualmente se desempeña como director general del Teatro Polski de Varsovia. En 1990 fue clasificado entre los tres mejores actores dramáticos polacos después de 1965 junto a Piotr Fronczewski y Wojciech Pszoniak.

## Biografía
Su padre se imaginó a su hijo como un oficial, pero Seweryn desde muy temprana edad mostró interés por el teatro. En la escuela secundaria Lelewela, a la que asistió, organiza todo tipo de academias, que a menudo dirige. En 1968 se graduó en la academia de teatro Seweryn Varsovia y comenzó a trabajar en el Teatro Ateneo, con la que se asoció hasta 1980. 
Se ganó gran popularidad papeles en obras de teatro de televisión, muchos de los cuales están inscritos de forma permanente en la memoria de los espectadores y han facilitado enormemente su carrera de artista de cine. Apareció en películas importantes de Polonia, que han creado personajes memorables. Ha colaborado con Andrzej Wajda, Krzysztof Zanussi y Jerzy Hoffman. Tras el éxito del país a lo largo de la izquierda Wojciech Pszoniak a Francia, donde se dan en la obra "Ellos" Witkiewicz y en un corto tiempo, se convirtió en uno de los artistas más respetados. 
Es miembro de la famosa Comédie-Française y el segundo en la historia de este origen extranjero actor de teatro, le ha ofrecido un trabajo en este prestigioso grupo. Andrzej Seweryn también enseñó en la Academia polaca y francesa de Arte Dramático. En 1998. Se dio a conocer su estrella en el paseo de la fama en Lodz.

## Filmografía
- Beata (1965)
- Album polski (1970, a.k.a. Polish Album)
- Przejście podziemne (1974, TV Short, a.k.a. The Underground Passage)
- Ziemia Obiecana (1975, a.k.a. The Promised Land)
- Noce i dnie (1975, a.k.a. Nights and Days)
- Opadły liście z drzew (1975, a.k.a. Leaves Have Fallen)
- Zaklęte rewiry (1975, a.k.a. Hotel Pacific)
- Obrazki z życia (1975, a.k.a. Pictures From Life)
- Polskie drogi (1977, TV Series)
- Człowiek z marmuru (1977)
- Długa noc poślubna (1977, TV Movie a.k.a. Long Honeymoon)
- Granica (1978, a.k.a. The Limit)
- Bez znieczulenia (1978)
- Bestia (1978, a.k.a. Beast)
- Roman i Magda (1979, a.k.a. Roman and Magda)
- Rodzina Połanieckich (1979, TV Series)
- Kung-Fu (1979)
- Dyrygent (1980, a.k.a. Orchestra Conductor)
- Golem (1980)
- Człowiek z żelaza (1981) a.k.a. Man of Iron as Kapt. Wirski
- Dziecinne pytania (1981, a.k.a. Childish Questions)
- Peer Gynt (1981, TV Movie) as Le cuisinier / Le propriétaire d'Haegstad / Le père de la mariée
- Najdłuższa wojna nowoczesnej Europy (1982, TV Series)
- Roza (1982)
- Danton (1983)
- Marynia (1984) as Edward Bukacki
- Haute Mer (1985, TV Movie)
- Qui trop embrasse... (1986)
- La Femme de ma vie (1986, a.k.a. Women of My Life) as Bernard
- La Coda del diavolo (1986, a.k.a. The Malady of Love) as The pedlar
- Na srebrnym globie (1987, a.k.a. The Silver Globe) as Marek
- La Révolution française (film) (1989, 'The French Revolution') as Maximilien-Marie-Isidore De Robespierre
- The Mahabharata (1989, TV Mini-Series) as Yudhishthira
- La bonne Âme de Setchouan (1990, TV Movie)
- Napoléon et l'Europe (1991, TV Series)
- La Condanna (1991, a.k.a. The Conviction) as Giovanni, Public attorney
- Indochine (1992) as Hebrard
- L'Échange (1992, Short)
- Amok (1993)
- Schindler's List (1993) as Julian Scherner
- Podróż na wschód (1994, TV Movie, a.k.a. A Journey East)
- Le Fils du cordonnier (1994, TV Mini-Series) as Célestin
- Ohnivé jaro (1994)
- Total Eclipse (1995) as Mr. Maute De Fleurville
- Lucie Aubrac (1997)
- Généalogies d'un crime (1997, a.k.a. Genealogies of a Crime) as Christian
- Billboard (1998)
- Ogniem i mieczem (1999, a.k.a. With Fire and Sword) as Jeremi Wiśniowiecki
- Pan Tadeusz (1999, a.k.a. Tadeusz or the Last Foray in Lithuania) as Judge Soplica
- Prymas - trzy lata z tysiąca (2000, a.k.a. The Primate) as Stefan Wyszyński
- Zemsta (2002, a.k.a. The Revenge) as Rejent Milczek
- Par amour (2003, TV Movie)
- À ton image (2004)
- Kto nigdy nie żył... (2006)
- Ekipa (2007, TV Series)
- Laa rounde de nuit (2007, a.k.a. Nightwatching)
- La Possibilité d'une île (2008)
- Różyczka (2010, a.k.a. Little Rose)
- Uwikłanie (2011)
- You Ain't Seen Nothin' Yet! (2012)
- Sep (2013)
- Zblizenia (2014)
- Anatomia zla (2015)
- The Last Family (2016)
- The Mire (2018, TV series)
- Solid Gold (2018)
- The Mire97 (2021, TV series) z
- Queen  (2022, TV series)
- Irena's Vow (2023)
- Doppelgänger (2023)

## Premios y distinciones
Festival Internacional de Cine de Berlín
| Año  | Categoría                                        | Película                | Resultado |
| ---- | ------------------------------------------------ | ----------------------- | --------- |
| 1980 | Oso de Plata a la mejor interpretación masculina | El director de orquesta | Ganador   |